# Роганово
Роганово — деревня в Собинском районе Владимирской области России, входит в состав Колокшанского сельского поселения.

## География
Деревня расположена в 14 км на север от центра поселения посёлка Колокша и в 19 км на северо-запад от Владимира.

## История
В конце XIX — начале XX века деревня входила в состав Одерихинской волости Владимирского уезда, с 1926 года — в Ставровской волости. В 1859 году в деревне числилось 22 дворов, в 1905 году — 35 дворов, в 1926 году — 26 хозяйств.
С 1929 года деревня входила в состав Головинского сельсовета Ставровского района, с 1932 года — в составе Семеновского сельсовета Владимирского района, с 1945 года — в составе Ставровского района, с 1954 года — в составе Волосовского сельсовета, с 1965 года — в составе Собинского района, с 1976 года — в составе Колокшанского сельсовета, с 2005 года — Колокшанского сельского поселения.

## Население
| 1859 | 1905 | 1926 |
| ---- | ---- | ---- |
| 122  | 230  | 107  |

| 1859 | 1905 | 1926 | 2002 | 2010 | 2021 |
| ---- | ---- | ---- | ---- | ---- | ---- |
| 122  | ↗230 | ↘107 | ↘0   | →0   | →0   |